# چو کیونگ هوان
چو کیونگ هوان (به کره‌ای: 조경환)، (به انگلیسی: Jo Kyung-hwan) (زاده ۲۱ مارس ۱۹۴۵-درگذشته ۱۳ اکتبر ۲۰۱۲) یک بازیگر کره جنوبی بود. او به دلیل بازی در ایسان (مجموعه تلویزیونی) در نقش وزیر چویی سوک جو و جواهری در قصر در نقش وزیر او گیوم هو شناخته شد.

## سریال‌ها
- چکمه زرد (۲۰۱۲)
- بیمارستان عمومی ۲ (۲۰۰۸)
- زندگی شیرین (۲۰۰۸)
- ایسان (مجموعه تلویزیونی) (۲۰۰۷)
- خواهر دوست داشتنی من (۲۰۰۶)
- داستان غم‌انگیز عشق (۲۰۰۵)
- عاشقان (۲۰۰۳)
- یک میلیون گل رز (۲۰۰۳)
- جواهری در قصر (۲۰۰۳)
- همه داخل (۲۰۰۳)
- طلوع امپراطوری (۲۰۰۲)
- هور جون (۱۹۹۹)
- ملکه و پادشاه (۱۹۹۸)
- آفتابگردان (۱۹۹۸)
- مدل (۱۹۹۷)
- لباس عروسی (۱۹۹۷)
- در آغوش آنها (۱۹۹۶)
- اولین عشق (۱۹۹۶)
- دروازه کره (۱۹۹۵)
- ساعت شنی (۱۹۹۵)
- بیمارستان عمومی (۱۹۹۴)
- هان میونگ هویی (۱۹۹۴)
- باد در علف (۱۹۹۲)
- آپارتمان هنگ چون (۱۹۹۲)
- سه دوره پادشاهی (۱۹۹۲)
- آسیاب بادی‌های عشق (۱۹۹۲)
- سرزمین (۱۹۹۱)
- آسمان و عرق و پرندگان عرق کرده (۱۹۹۰)
- جمهوری دوم (۱۹۸۹)
- افسردگی (۱۹۸۹)
- بهشت، آه بهشت (۱۹۸۸)
- بازار بشری (۱۹۸۸)
- ۵ هزار سال از سلسله دایناسورهای جوسون (۱۹۸۵)
- آن ستاره، ستاره من است (۱۹۸۳)
- شهر ۲۵ جاه طلبی (۱۹۸۳)
- جمهوری اول (۱۹۸۱)
- سلام (۱۹۸۱)
- خانواده آبه (۱۹۸۰)
- عروس خاطرات (۱۹۷۵)
- نامادری(۱۹۷۲)
- محقق اصلی (۱۹۷۱)[۱]

## مرگ
چو کیونگ هوان بازیگر پیشکسوت سینما و تلویزیون اهل کره جنوبی از دو ماه پیش به سرطان کبد مبتلا شده بود و پرستاری در خانه‌اش از دو ماه پیش از مرگ مراقب او بود. تااینکه در مرحله نهایی بیماری در خانه‌اش در ساعت ۲۰:۲۱:۱۸ در سن ۶۷ سالگی در گذشت.